# Faustino Rodríguez-San Pedro
Faustino Rodríguez-San Pedro y Díaz-Argüelles (Gijón, 30 de juny de 1833 - Gijón, 10 de gener de 1925) va ser un advocat i polític asturià. Va ser ministre d'Hisenda, ministre d'Estat i ministre d'Instrucció Pública i Belles Arts durant el regnat d'Alfons XIII.

## Biografia
Va cursar els estudis de Dret en la Universitat d'Oviedo, per a exercir després com advocat en aquesta mateixa ciutat i traslladar-se més tard a Madrid, on el seu despatx va assolir un gran renom. Fou elegit diputat del Partit Conservador pel districte d'Alcoi a les eleccions generals espanyoles de 1884, mentre que a les eleccions entre 1886 i 1898 obtindria escó pels districtes cubans de Pinar del Río i Guanajay. El 1899 va passar al Senat com a senador vitalici arribant a ser-ne vicepresident.
Va ser ministre d'Hisenda entre el 25 de març i el 20 de juliol de 1903 en un gabinet Maura. Posteriorment, entre el 5 de desembre de 1903 i el 16 de desembre de 1904, va ser ministre d'Estat en un govern Fernández Villaverde, i finalment, entre el 25 de gener de 1907 i el 21 d'octubre de 1909, va ser ministre d'Instrucció Pública i Belles Arts en el conegut com a "govern llarg" de Maura.
Va ser professor de la Universitat Central de Madrid, Acadèmic de la Reial Acadèmia de Ciències Morals i Polítiques, President de la Unió Ibero-Americana durant la presidència de la qual va instaurar l'anomenat aleshores Dia de la Raça, actualment Dia de la Hispanitat. Va ser també President del Consell d'Administració dels Ferrocarrils del Nord. És besavi de l'exvicepresident del govern i de l'expresident del Fons Monetari Internacional Rodrigo Rato.